# Carson Ellis
Carson Friedman Ellis (* 5. Oktober 1975 in Vancouver, Kanada) ist eine US-amerikanische Künstlerin und Schriftstellerin aus Portland (Oregon). Sie ist für ihre Illustrationen von Kinderbücher und Albumcovern bekannt. Im Jahr 2016 erhielt sie eine Caldecott-Ehrenauszeichnung für ihr Bilderbuch Wazn Teez? (englisch Du Iz Tak?).

## Karriere

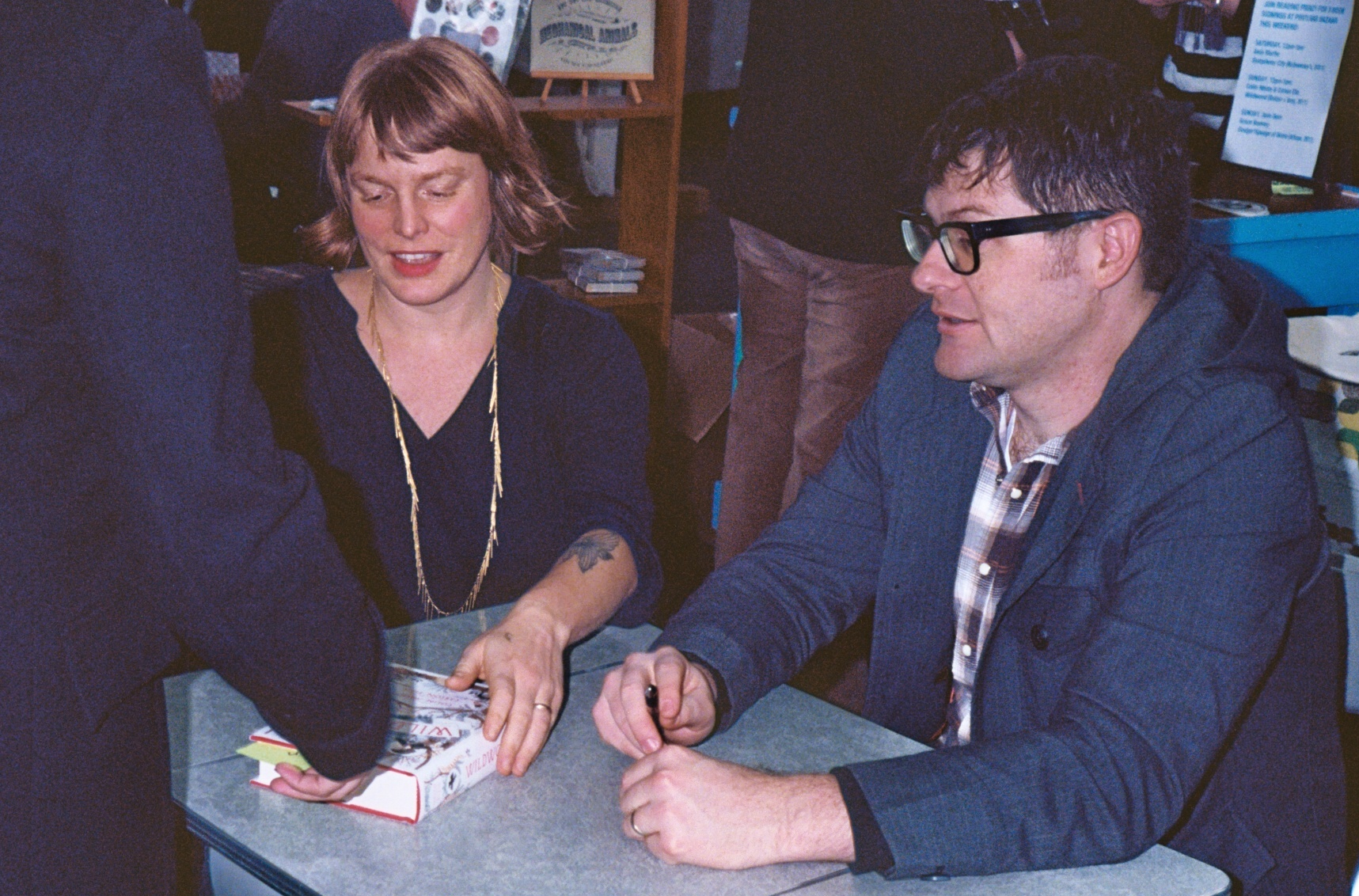
Carson Ellis mit ihrem Ehemann Colin Meloy bei einer Lesereise für Wildwood, 2011

Ellis begann ihre künstlerische Laufbahn (Illustrationen und Zeichnungen) mit einem Studium der Malerei an der University of Montana – Missoula. Ihre ersten Arbeiten der Bildenden Kunst fertigte sie in San Francisco an. Eine erste Soloausstellung von Ölgemälden hatte Ellis in einer Galerie im kalifornischen San José. Ihre ersten Illustrationen waren nach dem Beginn der Beziehung zum Musiker Colin Meloy, den sie an der University of Montana kennenlernte, Konzertposter für dessen Collegeband Tarkio. Später folgten weitere illustratorische Arbeiten für Meloys Indie-Folk-Band The Decemberists, für die sie seit der Gründung im Jahr 2001, Albencover, T-Shirts, Website-Elemente, Posters und Bühnenbilder gestaltet. Ihre Cover illustrieren die Decemberists-Alben, Castaways and Cutouts (2002), Her Majesty the Decemberists (2003), The Crane Wife (2006), The Hazards of Love (2009) und What a Terrible World, What a Beautiful World (2015). Hinzu kommen weitere EP- und Singlecover. Bei den Grammy Awards 2016 war Ellis in der Kategorie Bestes Paket als Box oder limitierte Sonderausgabe für ihre Arbeit am Deluxe-Box-Set von What a Terrible World, What a Beautiful World nominiert. Weiterhin schuf sie Artworks für Laura Veirs und Weezer.
Neben ihren künstlerischen Tätigkeiten im Musikbereich entwarf Ellis Illustrationen für die New-York-Times-Bestseller Die geheime Benedict-Gesellschaft (The Mysterious Benedict Society, 2007) von Trenton Lee Stewart und The Composer Is Dead (2009) von Lemony Snicket. Im Jahr 2010 gewann sie die Silbermedaille der Society of Illustrators für ihre Arbeit in Florence Parry Heides Dillweed’s Revenge: A Deadly Dose of Magic (2010).
Zusammen mit ihrem Ehemann Colin Meloy veröffentlichte Ellis im Jahr 2011 den Jugendroman und New-York-Times-Bestseller Wildwood – den ersten Teil der Fantasy-Roman-Reihe Die Wildwood-Chroniken. Während Meloy den Text schrieb, entwarf Ellis die Illustrationen. Ein Jahr später erschien der zweite Teil Wildwood – Das Geheimnis unter dem Wald (Under Wildwood) und 2014 mit Wildwood: Der verzauberte Prinz (Wildwood Imperium) das Finale der Trilogie, für das sie ebenfalls eine Silbermedaille der Society of Illustrators erhielt. Inspiration für die künstlerische Gestaltung nahm Ellis von Illustratoren wie Pauline Baynes (Die Chroniken von Narnia) und den Zeichnungen von Ernest Shepard in Der Wind in den Weiden.
Im Jahr 2015 veröffentlichte Ellis mit Zuhause (Home) ihr erstes Bilderbuch, bei dem sie neben den Illustrationen auch den Text verfasste. Das Buch handelt von unterschiedlichen Wohnhäusern in der ganzen Welt. 2016 erschien ihr zweites eigenes Kinderbuch Wazn Teez? (Du Iz Tak?) bei Candlewick Press.
Am 24. Oktober 2017 erschien zusammen mit Meloy das Kinder- und Jugendbuch The Whiz Mob and the Grenadine Kid bei Balzer + Bray.
Ende November 2017 wurde das Brettspiel Illimat vom Spieleautor Keith Baker und der Band The Decemberists, durch die Twogether Studios veröffentlicht, das von Ellis illustriert wurde.
Im Mai 2025 wurde Ellis zusammen mit ihren Ehemann Meloy bei den Cinema Unbound Awards 2025 des Portland Art Museums in der Kategorie Spectacular Storytellers ausgezeichnet.

## Persönliches
Carson Ellis ist mit dem Musiker Colin Meloy verheiratet, den sie im College kennenlernte während die Poster für seine Alternative-Countryband Tarkio entwarf. Mit Meloy hat sie zwei Kinder: Henry „Hank“ Meloy und Milo Cannonball Meloy. Beide Elternteile sprechen offen über Hanks Leben mit dem Asperger-Syndrom.

## Werke

### Als Autorin und Illustratorin
- Zuhause. NordSüd Verlag, Zürich 2016, ISBN 978-3-314-10334-6, S. 48 (englisch: Home. Somerville 2015. Übersetzt von Thomas Bodmer).
- Wazn Teez? NordSüd Verlag, Zürich 2017, ISBN 978-3-314-10386-5, S. 48 (englisch: Du Iz Tak? Somerville 2016. Übersetzt von Jess Jochimsen).

### Als Illustratorin
- Colin Meloy: The Whiz Mob and the Grenadine Kid. Balzer + Bray, New York 2017, ISBN 978-0-06-234245-4 (432 S.).
- Keith Baker: Illimat. Twogether Studios, Portland 2017 (englisch, Brettspiel)

Reihen
- Die geheime Benedict-Gesellschaft von Trenton Lee Stewart
  - Die geheime Benedict-Gesellschaft. Berlin Verlag, Berlin 2007, ISBN 978-3-314-10386-5 (416 S., englisch: The Mysterious Benedict Society. New York 2007. Übersetzt von Werner Löcher-Lawrence).
- Die Wildwood-Chroniken von Colin Meloy
  - Wildwood. Heyne Verlag, München 2012, ISBN 978-3-453-26714-5 (592 S., englisch: Wildwood. New York 2011. Übersetzt von Astrid Finke).
  - Wildwood – Das Geheimnis unter dem Wald. Heyne Verlag, München 2013, ISBN 978-3-453-26715-2 (592 S., englisch: Under Wildwood. New York 2012. Übersetzt von Astrid Finke).
  - Wildwood – Der verzauberte Prinz. Heyne Verlag, München 2014, ISBN 978-3-453-26716-9 (608 S., englisch: Wildwood Imperium. New York 2014. Übersetzt von Astrid Finke).

Sonstige
- Cynthia Rylant: The Beautiful Stories of Life: Six Greek Myths, Retold. HMH Books for Young Readers, Boston 2008, ISBN 978-0-15-206184-5 (englisch, 80 S.).
- Lemony Snicket: The Composer Is Dead. HarperCollins, New York 2009, ISBN 978-0-06-123627-3 (englisch, 36 S.).
- Deborah Hopkinson: Stagecoach Sal. Disney-Hyperion, Glendale 2009, ISBN 978-1-4231-1149-8 (englisch, 40 S.).
- Florence Parry Heide: Dillweed’s Revenge: A Deadly Dose of Magic. HMH Books for Young Readers, Boston 2010, ISBN 978-0-15-206394-8 (englisch, 48 S.).
- Colin Meloy: The Grievous Demise of Mr. Whitley Rackham. Firefly Press, Cardiff & Aberystwyth 2011 (englisch, 54 S.).
- Heinz Insu Fenkl: Five Arrows. The New Yorker, New York 2015 (englisch, 15 S., newyorker.com [abgerufen am 31. März 2017]).